# Kevin Keegan
Joseph Kevin Keegan (Armthorpe, Inglaterra; 14 de febrero de 1951) es un exfutbolista y entrenador de fútbol inglés, apodado «Mighty Mouse» (El Super Ratón). Jugó tanto de delantero centro como de extremo por derecha.

## Trayectoria

### Como jugador
Keegan fichado en categoría juvenil por el Scunthorpe United en 1967, y se convirtió en profesional un año después. Fue transferido en 1971 al Liverpool, en el que permaneció durante seis temporadas y jugó 230 partidos de Liga. Aunque su demarcación habitual era la de extremo derecho, también jugó como delantero centro. Su espectacular palmarés con el Liverpool incluye una Copa de Europa en 1977, dos Copa de la UEFA (1973 y 1976), tres títulos de la Premier League inglesa en 1973, 1976 y 1977) y una Copa de Inglaterra en 1974. 
En 1977 fue fichado por el Hamburgo SV, con el que ganó la Bundesliga alemana en 1979. Recibió en dos ocasiones el Balón de Oro como mejor jugador europeo en 1978 y 1979. Un año después regresó a Inglaterra para militar en las filas del Southampton y en 1982 fichó por el Newcastle United, club al que ayudó a ascender de categoría y en el que puso fin a su trayectoria como jugador en 1984.
Con la selección nacional absoluta de Inglaterra debutó en 1972 y jugó su último partido en 1982. Disputó con ella 63 encuentros internacionales, actuando como capitán en 31 de ellos y marcando 21 goles. Participó en la Copa Mundo 1982 con la Selección de Fútbol de Inglaterra.

### Como entrenador
Después de un retiro temporal en España, volvió a Inglaterra para entrenar al Newcastle United en 1992 y, en su segunda temporada, lo ascendió a la división de honor del fútbol de su país. Sin embargo, y pese a estar a punto de conseguir el título de Liga en 1996, dimitió de forma inesperada en enero de 1997. En 1998 pasó a ocupar el banquillo del Fulham que, en el transcurso de aquel año, pasó a simultanear con el de la selección nacional de Inglaterra. En 2000 dirigió al seleccionado inglés en la Eurocopa disputada en Bélgica y los Países Bajos, pero el 7 de octubre de ese mismo año dimitió tras perder Inglaterra ante Alemania en la fase de clasificación para la Copa Mundial de Fútbol 2002 (en el que fue último partido oficial jugado en el mítico estadio londinense de Wembley). Tras cuatro años (2001-2005) como entrenador del Manchester City, en enero de 2008 inició una segunda etapa como entrenador del Newcastle United, que duró hasta septiembre de ese mismo año.

## Clubes

### Como jugador
| Club                | País                | Año       | P   | G   | Prom. |
| ------------------- | ------------------- | --------- | --- | --- | ----- |
| Scunthorpe United   | Inglaterra          | 1968-1971 | 114 | 19  | 0.15  |
| Liverpool           | Inglaterra          | 1971-1977 | 230 | 68  | 0.30  |
| Hamburgo            | Alemania            | 1977-1980 | 90  | 32  | 0.36  |
| Southampton         | Inglaterra          | 1980-1982 | 68  | 37  | 0.54  |
| Newcastle United    | Inglaterra          | 1982-1984 | 78  | 48  | 0.61  |
| Total en su carrera | Total en su carrera | 1968-1984 | 580 | 204 | 0.35  |

### Como entrenador
| Club                | País                | Año       | P   | PG  | PE  | PP  | % v.   |
| ------------------- | ------------------- | --------- | --- | --- | --- | --- | ------ |
| Newcastle United    | Inglaterra          | 1992-1997 | 251 | 138 | 51  | 62  | 61.75% |
| Fulham              | Inglaterra          | 1998-1999 | 61  | 38  | 12  | 11  | 68.85% |
| Selección inglesa   | Inglaterra          | 1999-2000 | 18  | 7   | 7   | 4   | 51.85% |
| Manchester City     | Inglaterra          | 2001-2005 | 176 | 77  | 39  | 60  | 51.14% |
| Newcastle United    | Inglaterra          | 2008      | 22  | 7   | 6   | 9   | 40.91% |
| Total en su carrera | Total en su carrera | 1992-2008 | 528 | 267 | 115 | 146 | 57.83% |

## Palmarés

### Como jugador

#### Campeonatos nacionales
| Título           | Club      | País       | Año  |
| ---------------- | --------- | ---------- | ---- |
| Primera División | Liverpool | Inglaterra | 1973 |
| FA Cup           | Liverpool | Inglaterra | 1974 |
| Charity Shield   | Liverpool | Inglaterra | 1974 |
| Primera División | Liverpool | Inglaterra | 1976 |
| Charity Shield   | Liverpool | Inglaterra | 1976 |
| Primera División | Liverpool | Inglaterra | 1977 |
| Bundesliga       | Hamburgo  | Alemania   | 1979 |

#### Campeonatos internacionales
| Título          | Equipo    | Sede            | Año  |
| --------------- | --------- | --------------- | ---- |
| Copa de la UEFA | Liverpool | Mönchengladbach | 1973 |
| Copa de la UEFA | Liverpool | Brujas          | 1976 |
| Copa de Europa  | Liverpool | Roma            | 1977 |

#### Distinciones individuales
| Distinción   | Año        |
| ------------ | ---------- |
| Balón de Oro | 1978. 1979 |

## Vida privada
En 1982 le fue concedida la Orden del Imperio Británico.
El dibujante español Amador, que trabajó para editoriales inglesas, ilustró una biografía en cómic del futbolista.